# Høyang-Polaris

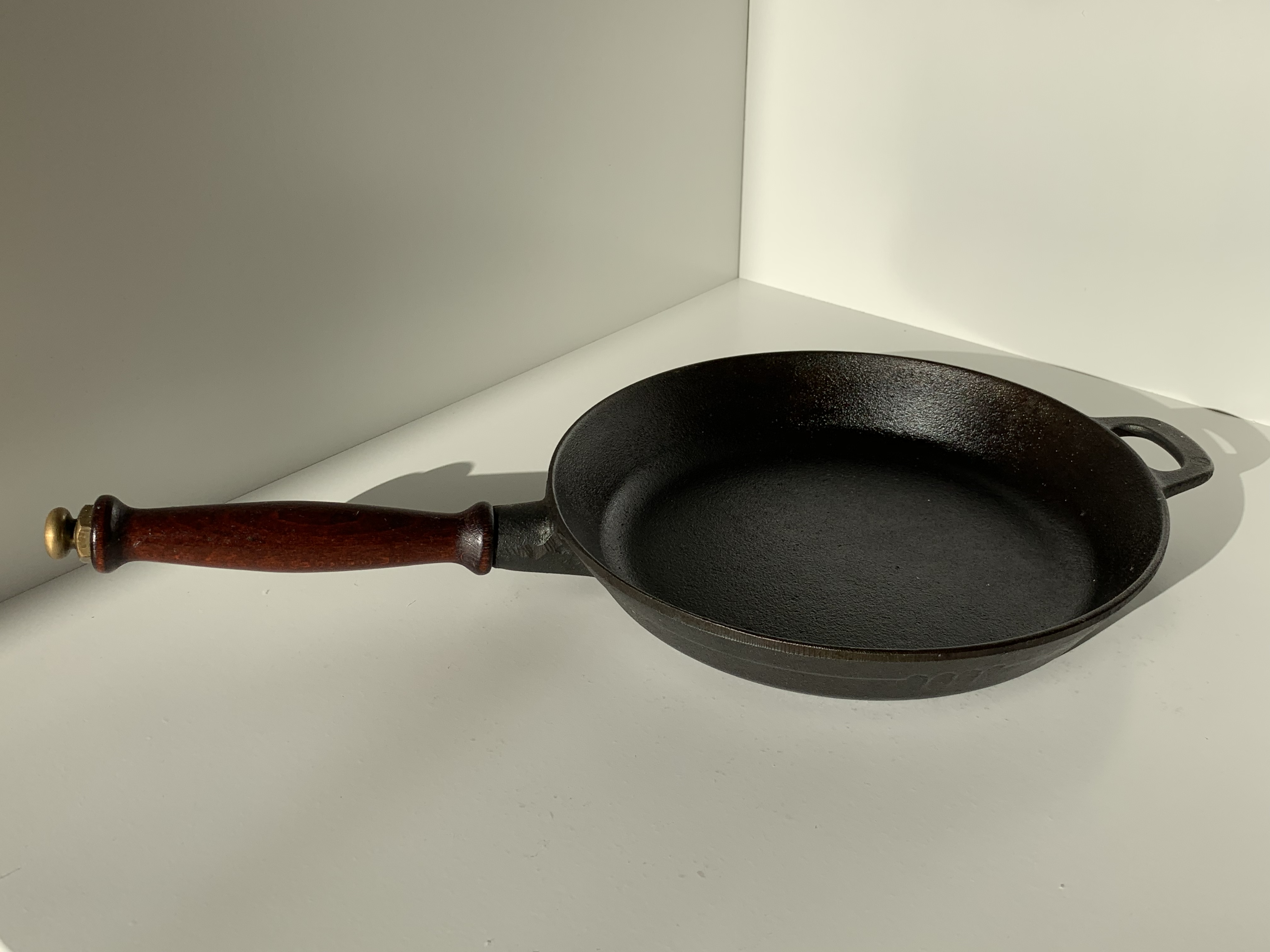
Hoyang-Polaris stekpanna i gjutjärn.

Høyang-Polaris var ett företag och ett varumärke för gjutjärnprodukter, exempelvis stekpannor och grytor. Varumärket ägs av Iittala som i sin tur ägs av Fiskars.

## Historia
1912 grundades företaget A/S Saturn i Moss som började producera produkter i det på den tiden moderna materialet aluminium. Med 12 anställda 1913 producerade företaget borsthållare, dammsugardelar, ventiler, kopplingar och kabelklämmor. Gradvis expanderade företaget och startar Norges första fabrik för tillverkning av köksartiklar och andra hushållsartiklar i aluminium.
- 1922 köper Ernst Poleszynski A/S Saturn och byter namn till IL-O-Van Aluminiumvarefabrikk A/S, produkterna får varumärket IL-O-VAN.
- 1968 blir IL-O-VAN uppköpt av Nordisk Aluminiumsindustri A/S. Samma år blir Nordisk Aluminiumsindustri A/S en del av ÅSV Årdal och Sunndal Verk.
- 1975 köps konkurrenten Polaris-fabriken A/S och resultatet blir ett nytt namn på en fabrik som tillverkar köksapparater i både stål och aluminium.
- 1978 ändrades varumärket IL-O-VAN till Høyang för alla aluminiumprodukter. Stålprodukterna marknadsfördes fortfarande under Polaris. Under många år namngavs de olika produktserierna med antingen Høyang eller Polaris men från år 2001 fick alla varumärket Høyang-Polaris.
- 1989 köptes Høyang-Polaris A/S av det finska företaget Hackman och Høyang-Polaris behölls därefter som ett varumärke för produkter som såldes i Norge. Strax efter att Hackmann tog över Høyang-Polaris köpte företaget också det gamla finska företaget Iittala.
- 2000 fabriken i Sandnes stängs.[2]
- 2003 överfördes all Hackmanns designverksamhet till Iittala.
- 2007 fabriken i Rygge stängs.[3]
- 2007 förvärvades Iittala av Fiskars.
- 2007 Fiskars flyttar produktionen av grytor och stekpannor till Finland och Kina.[4]
- 2015 lägger Fiskars ner varumärket och vissa av produkterna marknadsförs istället under varumärket Fiskars.